# Maire de Copeland
Le maire de Copeland (en anglais : Mayor of Copeland) était le dirigeant exécutif local qui dirigeait le Conseil d'arrondissement de Copeland, dans le comté de Cumbria en Angleterre. La fonction a existé de 2015 à 2023.

## Liste des maires
| Nom          | Parti | Parti       | Mandat    |
| ------------ | ----- | ----------- | --------- |
| Mike Starkie |       | Indépendant | 2015-2023 |

## Référendum
| Résultats du référendum du 22 mai 2014 | Résultats du référendum du 22 mai 2014 | Résultats du référendum du 22 mai 2014 |
| Choix                                  | Voix                                   | %                                      |
| -------------------------------------- | -------------------------------------- | -------------------------------------- |
| Maire élu                              | 12 671                                 | 69,8                                   |
| Système de cabinet                     | 5 489                                  | 30,2                                   |
|                                        |                                        |                                        |
| Total de votes                         | 18 160                                 | 100,00                                 |

## Historique des élections

### 2015
| Résultats des municipales du 7 mai 2015 | Résultats des municipales du 7 mai 2015 | Résultats des municipales du 7 mai 2015 | Résultats des municipales du 7 mai 2015 | Résultats des municipales du 7 mai 2015 | Résultats des municipales du 7 mai 2015 | Résultats des municipales du 7 mai 2015 | Résultats des municipales du 7 mai 2015 |
| Partis                                  | Partis                                  | Candidats                               | 1er tour                                | 1er tour                                | 2d tour                                 | 2d tour                                 | 2d tour                                 |
| Partis                                  | Partis                                  | Candidats                               | Voix                                    | %                                       | Transfert                               | Total                                   | %                                       |
| --------------------------------------- | --------------------------------------- | --------------------------------------- | --------------------------------------- | --------------------------------------- | --------------------------------------- | --------------------------------------- | --------------------------------------- |
|                                         | Travailliste                            | Steve Gibbons                           | 12 867                                  | 39,9                                    | 1 662                                   | 14 529                                  | 48,8                                    |
|                                         | Indépendant                             | Mike Starkie                            | 9 836                                   | 30,5                                    | 5 397                                   | 15 233                                  | 51,2                                    |
|                                         | Conservateur                            | Chris Whiteside                         | 9 509                                   | 29,5                                    |                                         |                                         |                                         |

### 2019
| Résultats des municipales du 2 mai 2019 | Résultats des municipales du 2 mai 2019 | Résultats des municipales du 2 mai 2019 | Résultats des municipales du 2 mai 2019 | Résultats des municipales du 2 mai 2019 | Résultats des municipales du 2 mai 2019 | Résultats des municipales du 2 mai 2019 | Résultats des municipales du 2 mai 2019 |
| Partis                                  | Partis                                  | Candidats                               | 1er tour                                | 1er tour                                | 2d tour                                 | 2d tour                                 | 2d tour                                 |
| Partis                                  | Partis                                  | Candidats                               | Voix                                    | %                                       | Transfert                               | Total                                   | %                                       |
| --------------------------------------- | --------------------------------------- | --------------------------------------- | --------------------------------------- | --------------------------------------- | --------------------------------------- | --------------------------------------- | --------------------------------------- |
|                                         | Indépendant                             | Mike Starkie                            | 10 008                                  | 50,8                                    |                                         |                                         |                                         |
|                                         | Travailliste                            | Linda Jones-Bulman                      | 4 544                                   | 26                                      |                                         |                                         |                                         |
|                                         | Conservateur                            | Gerard McGrath                          | 2 895                                   | 17                                      |                                         |                                         |                                         |